# بسترة

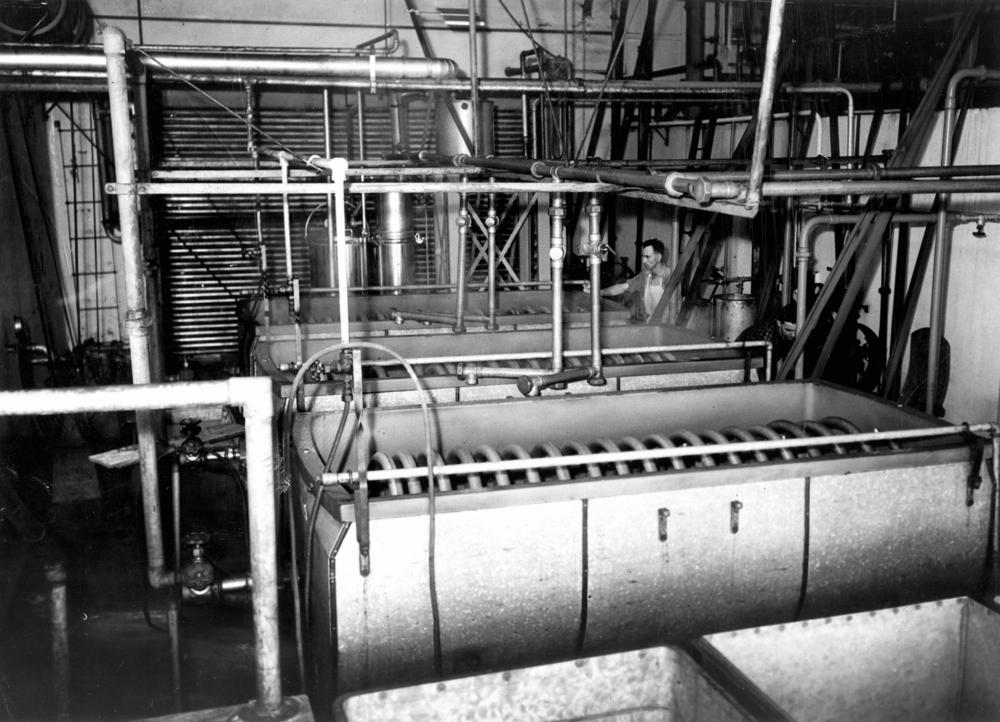
أنابيب عمليات بسترة القشد فتبريدها في مصنع مورغن للزبدة، عام 1939م.

البسترة (بالإنجليزية: Pasteurization) هي عملية تسخين ورفع درجة حرارة الأطعمة والأشربة للقضاء على البكتيريا أو الجراثيم الموجودة فيها. تُجرى هذه العملية للأطعمة والأشربة. ومن المعروف أن غلي المواد يتلف بعضها، وخاصة الفيتامينات، وكان لويس باستور أول من توصل لطريقة تبيد أكبر قدر من البكتريا، وتحفظ أكبر قدر من الفيتامينات في الوقت نفسه. وتتلخص البسترة في التسخين ثم التبريد المباشر والمتتابع. والهدف هو القضاء على أكبر قدر من الكائنات الحية الدقيقة.
على خلاف التعقيم؛ فإن البسترة لا تهدف إلى قتل جميع الكائنات الدقيقة المسببة للأمراض الموجودة في الأكل أو الشرب بدلاً من ذلك فهي تقلل عدد مسببات الأمراض القابلة للحياة بحيث يكون من غير المحتمل أن تسبب أمراض بشرط أن تكون المنتجات المبسترة محفوظة بمكان بارد وتستهلك قبل أنتهاء صلاحيتها، يذكر أن تعقيم الأكل والشرب على مستوى تجاري غير شائع لأن التعقيم يؤثر بشكل سلبي على جودة طعم المنتج.

## التسمية
البسترة دخيل دولي مأخوذ من مبتكر عملية البسترة وعالم الأحياء الدقيقة الفرنسي لويس باستور في تاريخ 1864م.

## التاريخ

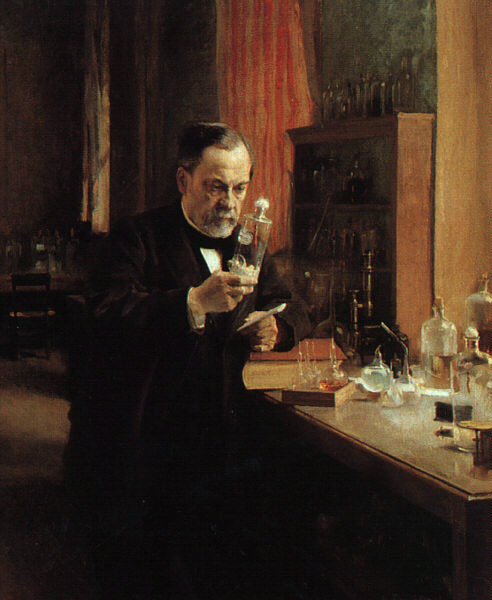
لويس باستور في معمله، للرسام ألبرت إدلفلت عام 1885م.

## الفوائد والأضرار
تعمل البسترة على قتل الجراثيم والملوثات، ومن أضرارها أنها تؤدي إلى قتل المكونات الحية الموجودة بالحليب، ونجد أن الحليب المتواجد بالسوق والأكثر انتشارا والذي يكون نتيجة استهلاكه تناول الكثير من الدهون غير المرغوبة، فالحليب كامل الدسم يحتوي على طبقة من القشدة توجد على سطحه يمكن فصلها وشرب الحليب بدونها، أما عملية إحداث التجانس بالحليب قد لا تتجمع على سطحه هذه القشدة فهي عملية تنقية لجزيئات صغيرة جداً، والجزيئات الدقيقة من الدهون الناتجة من تلك العملية تسمح للإنزيمات الميتة التي تسمى الاكزانثين بالدخول إلى أجسادنا، وهذا الإنزيم يمكنه تدمير جدران الشرايين بإحداث أضرار في بطانتها، فالمشكلة هي أن الحليب المحتوى على هذه الجزيئات من الدهون الدقيقة المحتواة على هذا الإنزيم الضار يمكنها لصغر حجمها النفاذ من خلال النسيج الداخلي للامعاء الدقيقة. وبذلك تسري في الدورة المعوية وتمر على الشرايين. أما في حالة الحليب غير المتجانس فإن هذه الجزيئات سوف تمر بصورة طبيعية بعد أن تهضم، وفي النهاية فإن الحليب غير المبستر يشبه حليب الأم من حيث الفائدة لأنه مليء بالإنزيمات و البكتريا النافعة والفيتامينات والمعادن والدهون و البروتينات واللاكتوز.

## الأنواع

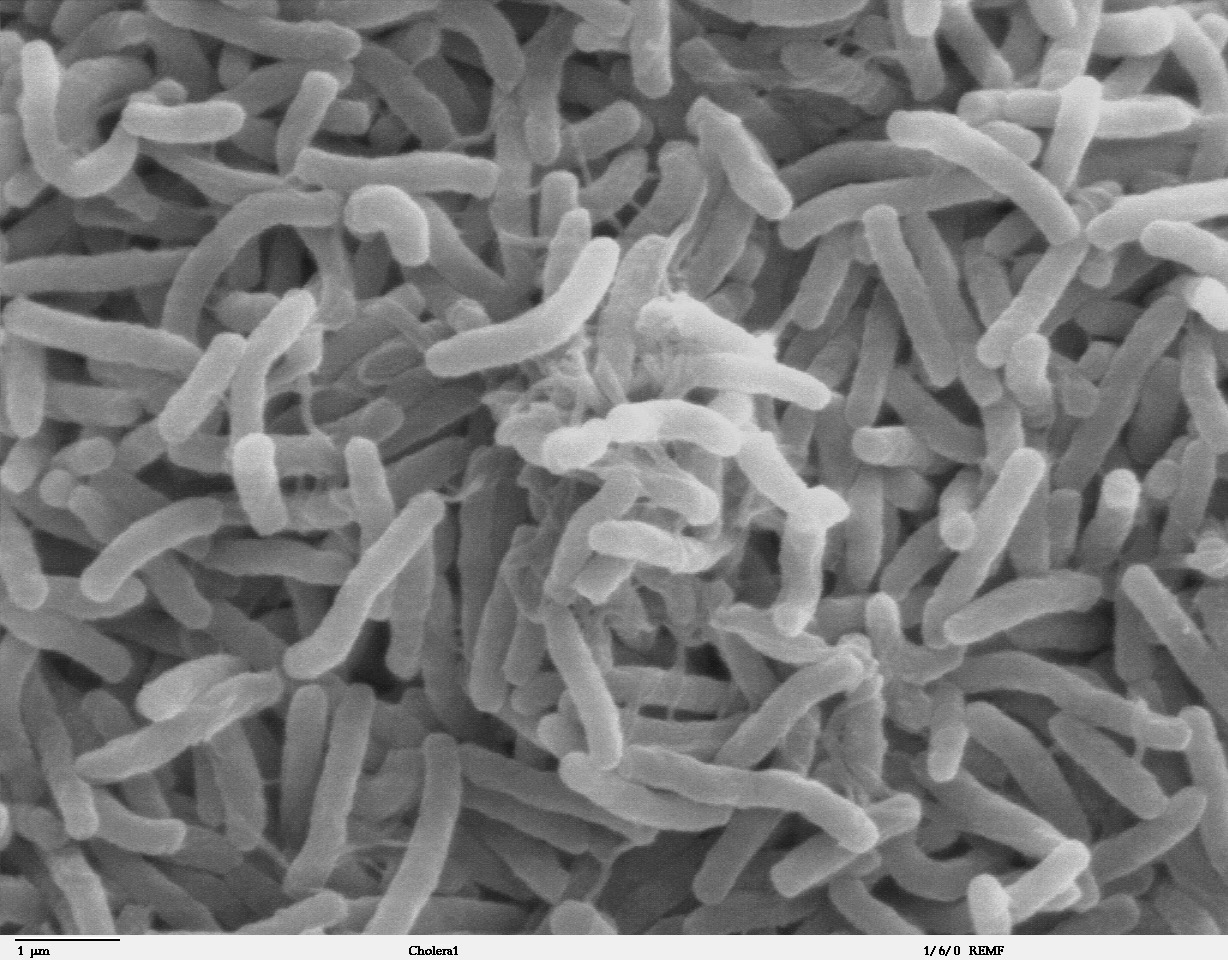
صورة تقريبيّة لبكتيريا الكوليرا.

هناك عدة أنواع من عمليات البسترة مثلاً البسترة عالية الحرارة قصيرة الفترة ويرمز لها بـ(HTST) في هذا النوع يمرر السائل عبر أنابيب مسخنة من الخارج بواسطة الماء الحار لتصل درجة حرارته من 71,5 إلى 74 درجة مئوية لمدة تصل من 15 إلى 20 ثانية. البسترة فائقة الحرارة ويرمز لها بـ (UHT) , والتي تتم عند درجة 138 مئوية لمدة لا تتعدى أجزاء الثانية. البسترة ذات العمر الطويل ويرمز لها بـ(ESL) , في هذه الطريقة يمرر السائل خلال درجة حرارة أقل من النوع الأول ولكن يتميز هذا النوع من البسترة بمرحلة مضادة للبكتيريا. طرق البسترة في الغالب مراقبة وتتحكم بها منظمات الغذاء والدواء في كل بلد مثل هيئة الغذاء والدواء
- بسترة عالية الحرارة، ويرمز لها بـ HTST في هذا النوع يمرر السائل عبر أنابيب مسخنة من الخارج بواسطة الماء الحار لتصل درجة حرارته من 71.5 إلى 74 درجة مئوية لمدة تصل من 15 إلى 20 ثانية.
- البسترة فائقة الحرارة، ويرمز لها بـ UHT والتي تتم عند درجة حرارة 138 مئوية لمدة لا تتعدى أجزاء الثانية،
- البسترة ذات العمر الطويل، ويرمز لها بـ ESL، وهذا النوع يتميز بمرحلة مضادة للبكتريا.

### البسترة المستمرة البطيئة
تسخين السائل لدرجة 63 مْ لمدة 30 دقيقة في جهاز حلزوني الأنابيب، وتبرد مباشرة بطريقة غير مباشرة. ويستخدم الماء الساخن في التسخين عند مروره في الأنابيب.

### البسترة السريعة
رفع حرارة السوائل إلى 72 م لمدة 15 ثانية ثم التبريد المفاجئ. يؤدي التبريد المفاجئ هنا إلى تمدد وانكماش أنسجة خلايا الكائنات الحية، فتتمزق خلاياها، وتموت.

### البسترة اللحظية (الخاطفة)
تسخين إلى 140 مْ لمدة أربع ثواني.

## الطرق
هناك معايير تحكم نوع البسترة المستخدمة في كل بلد مثل كمية الدهون الموجودة ونوعية الاستخدام، وعندما يصل الحليب إلى غرفة الاستلام بالمصنع تؤخذ منه عينة لإجراء الاختبارات الأولية، مثل اختبار الطعم والرائحة ودرجة الحرارة ونسبة الحموضة والدهن والشوائب والوزن النوعي، ثم يوزن الحليب ويدفع إلى خزانات الحفظ على درجة (40-50 ف).
يسحب الحليب من خزانات الحفظ إلى حوض الموازنة ذات العوامة التي تنظم مرور الحليب الداخل إلى جهاز البسترة.
يوضع الحليب بعد ذلك في منطقة التبادل الحراري، حيث يتبادل الحرارة مع حليب مبستر حفظت حرارته بعد البسترة إلى درجة 65 م فتكون النتيجة أن يكتسب الحليب درجة حرارة(40-45ف)، يمر الحليب المسخن بعد ذلك إلى جهاز التنقية ثم الفراز للتنقية من الشوائب وتعديل نسبة الدهن.
يمر الحليب بعد ذلك إلى منطقة التبادل الحراري الثانية مع حليب مبستر (72- 74 م) يكتسب بذلك درجة حرارة 65 م ثم يمرر إلى جهاز التجنيس ثم يمر الحليب بعد التجنيس لمنطقة التسخين النهائي حيث يتم تسخينه لدرجة (47- 72 م ). ويمر الحليب بعد ذلك خلال أنبوبة الحفظ لمدة 15 ثانية ثم يمرر على صمام التحويل وينقل الحليب بعد ذلك إلى منطقة التبريد حيث تنخفض درجة حرارته إلى (40-50ف) ثم إلى جهاز التعبئة.

## الحليب

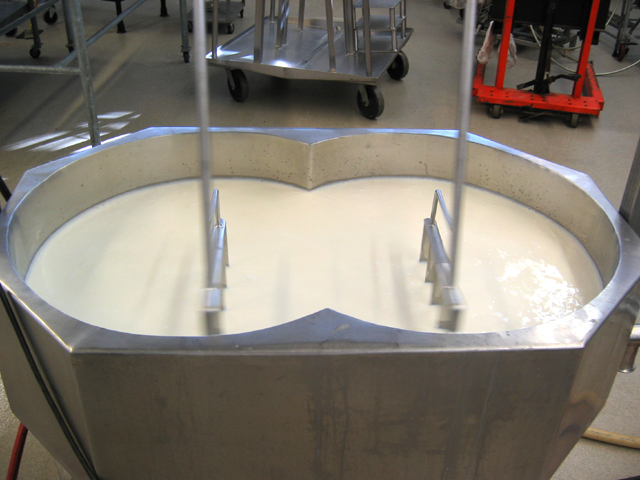
180 كلجم من الحليب في براميل تحضير الأجبان أثناء عملية البسترة.

تجرى عملية البسترة للحليب ومنتجاته بشكل شائع جداً، وفيها يُسخّن لدرجات حرارة عاليه جداً لقتل البكتريا الموجودة فيه، حيث يُعدّ الحليب وسطاً محبباً لدى البكتيريا. والبسترة بديل رخيص للتعقيم الفعلي فإذا كانت الأبقار والمزارع والعمال القائمون عليها مبالغين في نظافتهم فإن التعقيم في هذه الحالة لن يكون ضرورياً. وفرصة تلوث الحليب غير المبستر 3 مرات أكثر من أي صنف غذائي آخر. كما يتسبب بالعديد من الأمراض مثل الحمى المالطية، السل، الحمى القرمزية، سالا، دفتيريا، وغيرها.[بحاجة لمصدر]
تقضي عملية البسترة على معظم البكتيريا الموجودة في الحليب لكنها لا تميت الخمائر التي تؤدي إنتاج الأحماض اللكتية. الأحماض تمنع تعفن الحليب القديم وتؤدي إلى عملية تحمضه.
يُجلب الحليب إلى معمل البسترة في صهاريج كبيرة مغلقة ومنها يصب من أجل قياسه. بعد كل عملية نقل تُغسل الصهاريج كخطوة أساسية وبعدها تعقم للتأكد من إبادة الجراثيم. بعد ذلك يجتاز الحليب عملية تصفية عندما يكون بارداً.يتم تسخين الحليب إلى درجة حرارة 72 درجة سيلزيوس لمدة 30 دقيقة. مباشرة بعد ذلك يتم تبريد الحليب إلى درجة حرارة 4 مئوية والجراثيم التي تبقى على قيد الحياة بعد عملية البسترة لن تتمكن من التكاثر والنمو. من أجل اتمام العملية، يُسكب الحليب المبستر في عبوات كرتونية أو في أكياس معقمة محكمة الإغلاق. عملية البسترة سميت نسبة إلى لويس باستير الذي عاش في المئة الـ 19 في فرنسا بين الأعوام 1822 - 1898. باستير كان عالما وقام ببحث أسباب تلف النبيذ الفرنسي الفاخر. الأمر الذي سبب اضرارا كبيرة لسمعة صناعة النبيذ الفرنسية. لويس باستير اكتشف انه عندما نقوم بغلي النبيذ إلى درجة حرارة 100 مئوية، تباد الجراثيم التي تسبب الأمراض. لكن عملية الغلي تمس بمركبات أخرى تؤثر على جودة النبيذ وطعمه. وبعد سنوات عديدة من التجارب، اكتشف ان تسخين النبيذ إلى درجة حرارة معينة يضمن ابادة الجراثيم الضارة لكن دون المس بجودة وطعم النبيذ. وهكذا بالإمكان حفظ النبيذ لفترة زمنية طويلة. نفس الفكرة قرر تطبيقها أيضا في صناعة الحليب. واكتشفوا انه من أجل قتل البكتيريا الضارة يكفي تسخين الحليب إلى درجة حرارة 72. هذه الحرارة تقضي على المركبات الهامة لصحتنا. لكنها تقضي على البكتيريا الضارة. عملية تسخين الحليب من أجل القضاء على البكتيريا الضارة تسمى بسترة. على اسم لويس باستير بعد عملية البسترة ينقل الحليب إلى ماكنة  «الفصل». هذه الآلة تدور بسرعة كبيرة جدا - حوالي 6000 دورة في الدقيقة، وتؤدي إلى حدوث قوة طاردة عن المركز. الدهون الخفيفة أكثر تتجمع في الوسط، والحليب الأكثر ثقلا يقذف إلى الجوانب. من الدهن يتم إنتاج الزبدة، كريما اللبن الحامضة (شمينت) ومنتوجات حليب أخرى غنية بالدهون، والحليب ينقل لآلة خاصة لعملية التجنيس. من أجل ان يكون الحليب متجانسا، يمر في عملية تجنيس في هذه العملية يمر الحليب بضغط عال جدا من أجل تكسير كريات الدهن الكبيرة بشكل الي، وتحويلها إلى كريات اصغر متغلغلة في السائل. هذه الكريات تتركز من جديد وبذلك يتحول الحليب إلى حليب متجانس ولا تتجمع في الأعلى طبقة من الكريما. الحليب الذي اجتاز عملية تجنيس يسمى حليب متجانس. فيه يتوزع الدهن بشكل متساو في جميع جهات الحليب.

## منتجات تُبستر بشكل شائع
- الجعة
- الطعام المعلب
- مشتقات الألبان
- البيض
- الحليب
- العصيرات
- أشربة مُركزّة
- الخل
- الماء
- النبيذ
- مكسرات

### باللغة العربية
1. ↑  "المنظور الشرعي للهندسة الوراثية د.مفيد خالد عيد ج2 | أنشطة المعهد الديني الثانوي للبنين بالفحيحيل". www.al-mahad.com. مؤرشف من الأصل في 2018-06-14. اطلع عليه بتاريخ 2017-08-08.

### بلغات أجنبية
1. ↑  المعجم الموحد لمصطلحات علم الأحياء، سلسلة المعاجم الموحدة (8) (بالعربية والإنجليزية والفرنسية)، تونس: مكتب تنسيق التعريب، 1993، ص. 264، OCLC:929544775، QID:Q114972534
2. ↑  قاموس مصطلحات الفلاحة (بالعربية والفرنسية). الجزائر العاصمة: المجلس الأعلى للغة العربية بالجزائر. 2018. ص. 203. ISBN:978-9931-681-42-7. OCLC:1100055505. QID:Q121071043.
3. ↑  Rich, Robert (5 September 2003). "Keeping it raw". The Mountain View Voice (Embarcadero Publishing Company). Retrieved 23 October 2010.
4. ↑  "Grade A Pasteurized Milk Ordinance 2009 Revision". US Department of Health and Human Services.
5. ↑  Tortora, Gerard (2010). Microbiology: An Introduction, p.191. Pearson Benjamin Cummings, San Francisco. ISBN 0-321-55007-2.